# Ville-sur-Illon
Ville-sur-Illon és un municipi de França, situat al departament dels Vosges i a la regió del Gran Est. L'any 2018 tenia 550 habitants.

## Demografia
El 2007 tenia 502 habitants. Hi havia 168 famílies, de les quals 36 eren unipersonals. La població ha evolucionat segons el següent gràfic: Hi havia 202 habitatges, 170 eren l'habitatge principal, 14 segones residències i 19 desocupats.

## Economia
El 2007 hi havia 273 persones en edat de treballar de les quals 207 eren actives. Hi havia quatre empreses de construcció, 2 de comerç i reparació d'automòbils, una empresa de transport, una empresa de serveis i una entitat de l'administració pública.
L'any 2000 a Ville-sur-Illon hi havia vuit explotacions agrícoles. El 2009 hi havia una escola elemental integrada dins d'un grup escolar amb les comunes properes formant una escola dispersa.